# Américo Renné Giannetti
Américo Renné Giannetti (Rosário do Sul, 20 de abril de 1896 – Belo Horizonte, 6 de setembro de 1954) foi um político, empresário e industrial brasileiro. Nascido no Rio Grande do Sul, foi radicado em Minas Gerais, onde criou sua família e viveu até sua morte, em 1954.

## História
Filho dos imigrantes italianos Pietro e Teresa Antonini Giannetti, vindos do vilarejo  de Asciano Pisano, frazione da comuna de San Giuliano Terme, na província toscana de Pisa e empresário visionário à sua época, foi o fundador da primeira indústria de alumínio do Brasil, sediada em Ouro Preto, Minas Gerias, chamada Eletro Chimica Brasileira. Para sua instalação, o empresário viajou na década de 30 com seus 5 filhos de navio à Europa, numa expedição de meses para pesquisa e busca de tecnologias a serem implantadas no Brasil, algo muito raro para sua época.
A construção da fábrica era desejo primordial de Giannetti desde 1934, mas só foi possível com a entrada da Segunda Guerra Mundial, em 1942, quando o presidente Getúlio Vargas o incentivou fortemente na produção de alumínio para suprir as necessidades nacionais da época, que era totalmente dependente de importações de outros países.
Assim, no dia 26 de março de 1945, o Brasil produzia seu primeiro lingote de alumínio, que foi entregue por Giannetti em mãos ao presidente Vargas realizando, assim, um sonho, além de transformar industrialmente e tecnologicamente o país que, apenas quatro décadas depois, se tornou um dos grandes produtores mundiais do metal. 
Devido à sua grande liderança e influência no campo empresarial do país, Giannetti foi o fundador da Federação das Indústrias do Estado de Minas Gerais (FIEMG ) criada no dia 12 de fevereiro de 1933, tendo exercido sua presidência por quase uma década (1940-1947), sendo a grande alavancadora e de importante papel assistencial às indústrias do estado.
Com suas ideologias empresariais se tornou político e nomeado Secretário de Agricultura, Industria, Comércio e Trabalho no governo Milton Campos (1947-1951), onde elaborou o plano de recuperação econômica e de fomento da produção, que levantou o estado de Minas Gerais economicamente, garantindo seu pleno desenvolvimento.
Com o término do governo Milton Campos e o notório reconhecimento público pelo trabalho realizado na pasta, tornou-se candidato à prefeitura da capital mineira, em uma campanha de poucas semanas, que lhe garantiu votação expressiva, sendo eleito prefeito de Belo Horizonte/MG em 1950, falecendo no exercício de seu mandato em 1954.